# Platin(II,IV)-chlorid
Platin(II,IV)-chlorid ist eine anorganische chemische Verbindung des Platins aus der Gruppe der Chloride.

## Gewinnung und Darstellung
Platin(II,IV)-chlorid kann durch Reaktion von Platin mit Chlor einem Temperaturgradienten 400 – 600 °C gewonnen werden.

## Eigenschaften
Platin(II,IV)-chlorid ist ein dunkler Feststoff. Er besitzt eine trigonale Kristallstruktur mit der Raumgruppe R3 (Raumgruppen-Nr. 148) und den Gitterparametern a = 2123,5 pm und c = 855 pm.